# Greffier du tribunal de commerce
En droit français, le greffier du tribunal de commerce est un travailleur indépendant qui remplit diverses fonctions au tribunal de commerce : assistance du tribunal de commerce, conservation des minutes et des archives, authentification et délivrance des copies, mission de publicité légale et de contrôle juridique, tenue du registre du commerce et des sociétés, conservation des sûretés mobilières, diffusion de l'information juridique et financière sur les entreprises.

## Attributions générales
Le greffier du tribunal de commerce est un officier public et ministériel. Il reçoit et conserve les déclarations et les actes concernant les commerçants et les sociétés (identité, statut, situation économique et financière). Professionnel libéral nommé par le garde des sceaux, il est délégataire de la puissance publique de l'État. Il assure l'authenticité aux actes de la juridiction dont il est le conservateur.
Il assiste le président, les juges commissaires et le tribunal aux audiences. Il bénéficie, de même que les notaires, les huissiers de justice, les commissaires-priseurs judiciaires et les avocats au Conseil d'état et à la Cour de cassation, du droit de présentation (présenter son successeur) résultant de l'article 91 de la loi sur les finances du 28 avril 1816.
Certaines prestations fournies par les greffes permettent aux greffiers d'avoir un niveau de rémunération faisant l'objet de vives critiques. Ainsi, selon le Canard Enchaîné, la commercialisation des données transmises gratuitement par les sociétés au titre du registre du commerce et des sociétés, soit via Infogreffe soit par la revente à des sociétés de service telles que societe.com ou verif.com permet aux greffiers des tribunaux de commerce les plus importants d'avoir des revenus supérieurs à 100 000 euros par mois.
La question prioritaire tenant à la constitutionnalité de leur droit de présentation a été transmise au Conseil d'État par une ordonnance du tribunal administratif de Rennes du 17 novembre 2014 no 1404524. Lors de l'audience publique du 5 janvier 2015, le rapporteur public devant le Conseil d'État, Xavier de Lesquen, a conclu en faveur de la transmission au Conseil constitutionnel de la question prioritaire tenant à la conformité du droit de présentation des greffiers de tribunaux de commerce au principe d'égale admissibilité aux dignités, places et emplois publics garanti par l'article 6 de la Déclaration des droits de l'homme et du citoyen, de valeur constitutionnelle. Par un arrêt du 16 janvier 2015, le Conseil d'État a transmis au Conseil constitutionnel la question prioritaire de constitutionnalité de l'article 91 de la loi du 28 avril 1816, en tant qu'il est applicable aux greffiers des tribunaux de commerce. L'audience publique au Conseil constitutionnel a eu lieu le 17 mars 2015 à 9 heures. Par sa décision QPC no 2015-459 du 26 mars 2015, le Conseil constitutionnel a jugé conforme à la Constitution le droit de présentation des greffiers des tribunaux de commerce.
Le 3 novembre 2014 a été rendu public un rapport de Richard Ferrand, député, intitulé « Professions réglementées : pour une nouvelle jeunesse.» Ce rapport explique par exemple :
- « Ainsi, supprimer le droit de présentation au bénéfice d'un concours, c'est préférer à la sécurité dynastique issue de 1816 l'égalité républicaine du XXIe siècle ». Conformément à l'article 6 de la Déclaration des droits de l'homme et des citoyens qui dispose, « Tous les Citoyens étant égaux à ses yeux sont également admissibles à toutes dignités, places et emplois publics, selon leur capacité, et sans autre distinction que celle de leurs vertus et de leurs talents. » ;
- « Accéder à la nomination aux offices par voie de concours » ;
- La mission propose d'harmoniser les conditions de nomination aux postes et offices disponibles "sur le marché" (création, vacance ou en cours de cession). Cette nomination, prononcée par arrêté du Garde des Sceaux, interviendrait à la suite de la réussite d'un concours ;
- « La suppression du droit de présentation restaurera l'équité et l'égalité d'accès démocratique proclamées par l'article 6 de la Déclaration des droits de l'homme et du citoyen. »

## Le Conseil national des greffiers des tribunaux de commerce
La profession de greffier des tribunaux de commerce est représentée auprès des pouvoirs publics par le Conseil national des greffiers des tribunaux de commerce (CNGTC), doté de la personnalité morale et chargé d'assurer la défense de ses intérêts collectifs,. Son président est Maître Thomas DENFER, greffier associé du tribunal de commerce de Paris.
Le Conseil national des greffiers  est composé de membres élus par les greffiers des tribunaux de commerce.
Le Conseil national est chargé  d'organiser la formation initiale, le concours d'accès à la profession de greffier de tribunal de commerce, l'entretien de validation du stage,et la formation permanente des greffiers des tribunaux de commerce.
Le Conseil national mène des inspections régulières des greffes des tribunaux de commerce sous la conduite du Procureur de la République. Le Conseil national dispose d’un pouvoir disciplinaire permettant de sanctionner les fautes.

## Formation
L'article R. 742‐1 du Code de commerce fixe les conditions à remplir pour accéder à la profession de greffier :
- être français ;
- avoir satisfait aux obligations du service national ;
- ne pas avoir fait l'objet d'une condamnation pénale pour des agissements contraires à l'honneur, à la probité ou aux bonnes mœurs ;
- ne pas avoir pas fait l'objet d'une sanction disciplinaire ou administrative de destitution, radiation, révocation, mise à la retraite d'office, de retrait d'agrément ou d'autorisation ;
- ne pas avoir été frappé de faillite personnelle ou de l'interdiction (L. 653 - 8°);
- être titulaire d’une maîtrise en droit ou de l'un des titres ou diplômes équivalents (R. 742‐1 – 6°);
- avoir accompli un stage (R. 742‐1 – 7°),
- avoir subi avec succès l’examen d’aptitude (R. 742‐1 – 8°).

## Statistiques
En 2019, la France compte 134 greffes de tribunaux de commerce en métropole et 7 greffes de tribunaux mixtes de commerce dans les départements et régions d'outre mer.
Au total, les greffes des tribunaux de commerce emploient près de 2000 collaborateurs.

## Infogreffe
Les greffiers des tribunaux de commerce, regroupés au sein d'un groupement d'intérêt économique, éditent depuis 1986 le service de diffusion de l'information légale et officielle sur les entreprises Infogreffe. Initialement lancé sur le Minitel il était alors nommé 3615 Infogreffe. Accessible depuis 2001 sur Internet, ce portail web s'adresse aux justiciables qui y trouvent les informations sur les sociétés et les commerçants inscrits au registre du commerce et des sociétés, sur les agents commerciaux. On y trouve tous les documents officiels déposés aux greffes des tribunaux de commerce. Il est possible aux personnes morales et personnes physiques d'y effectuer des formalités.
Tous les actes et déclarations concernant les sociétés ou les commerçants inscrits au registre du commerce et des sociétés font en effet l'objet de publications légales. Les greffiers, officiers publics et ministériels, sont chargés dans le cadre de textes réglementaires, de les contrôler, de les enregistrer et de les diffuser. Les tarifs des formalités et de leur diffusion sont tous fixés par décret ministériel.
Le chiffre d'affaires est reversé intégralement aux 134 greffes pour financer le fonctionnement du dispositif, dont les développements et les frais d'exploitation informatiques, ainsi que le travail de contrôle, d'enregistrement et de dépôt des actes par les 2000 collaborateurs des greffes.
Les documents officiels sont collectés et numérisés par l'ensemble des greffes des tribunaux de commerce de France.

### Formalités des entreprises
Infogreffe assure les missions d'information, d'enregistrement et d'accomplissement des formalités des entreprises :
- dépôt des comptes annuels ;
- immatriculation (780 000 en 2020[14]), modification et radiation (230 000 en 2020) au registre du commerce et des sociétés ;
- immatriculation au registre spécial des agents commerciaux ;
- requête en injonction de payer.